# Morgan County (Tennessee)
Morgan County ist ein County im Bundesstaat Tennessee der Vereinigten Staaten. Das U.S. Census Bureau hat bei der Volkszählung 2020 eine Einwohnerzahl von 21.035 ermittelt. Der Verwaltungssitz (County Seat) ist Wartburg.

## Geographie
Das County liegt im mittleren Nordosten von Tennessee, ist im Norden etwa 45 km von Kentucky entfernt und hat eine Fläche von 1353 Quadratkilometern, wovon 1 Quadratkilometer Wasserfläche ist. Es grenzt im Uhrzeigersinn an folgende Countys: Scott County, Anderson County, Roane County, Cumberland County und Fentress County.

### Ortschaften
- Coalfield (unincorporated)
- Deer Lodge (unincorporated)
- Joyner (unincorporated)
- Lancing (unincorporated)
- Oakdale
- Petros (unincorporated)
- Rugby (unincorporated)
- Sunbright
- Wartburg

## Geschichte
Morgan County wurde am 14. Oktober 1817 aus Teilen des Roane County gebildet. Benannt wurde es nach Daniel Morgan, einem amerikanischen Pionier, Politiker im Kongress der Vereinigten Staaten und General im Amerikanischen Unabhängigkeitskrieg.

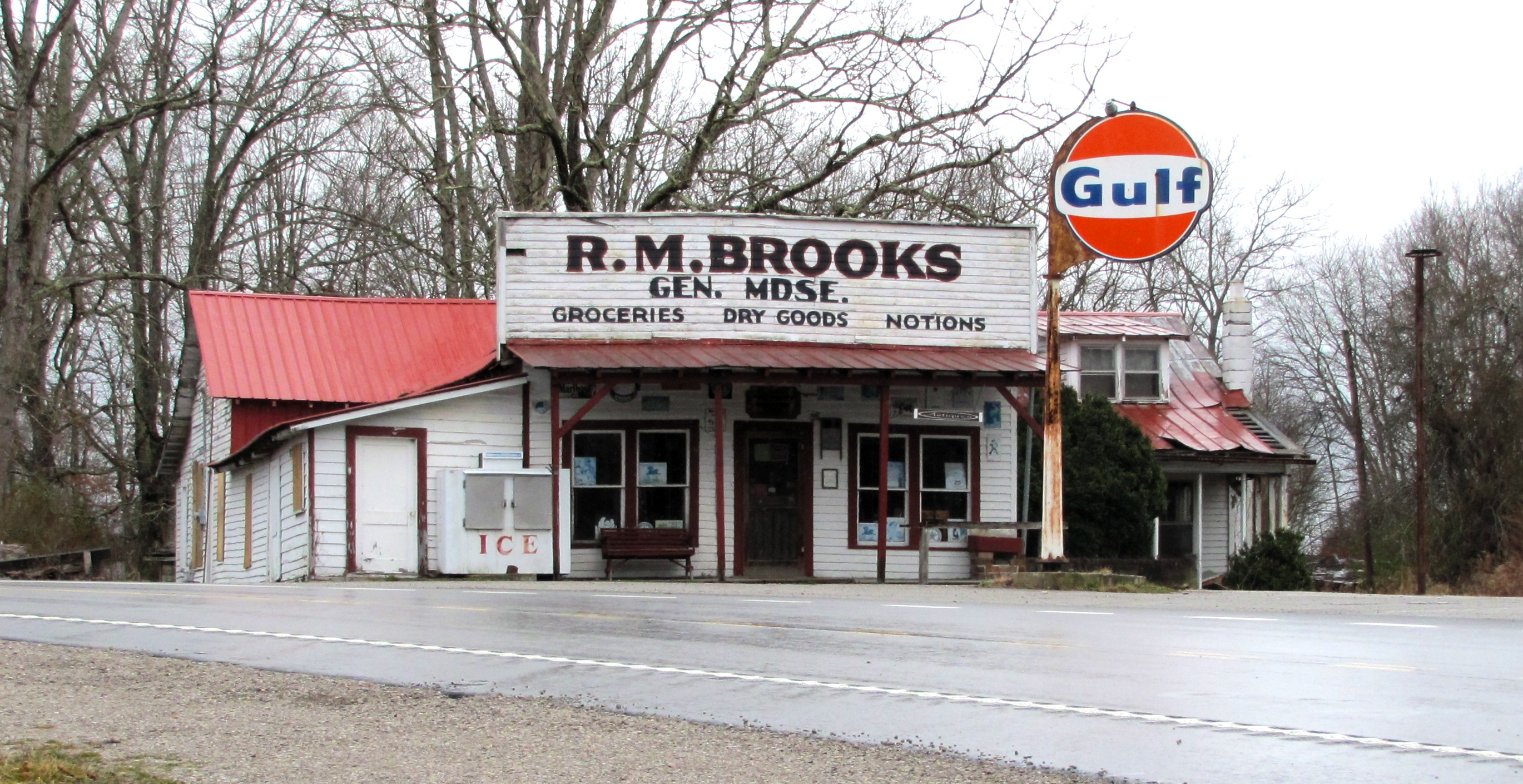
R.M. Brooks General Store and Residence ist einer von drei Einträgen des Countys im NRHP.

Drei Bauwerke des Countys sind im National Register of Historic Places (NRHP) eingetragen (Stand 26. August 2018).

## Demografische Daten

Alterspyramide Morgan County

Nach der Volkszählung im Jahr 2000 lebten im Morgan County 19.757 Menschen in 6.990 Haushalten und 5.235 Familien. Die Bevölkerungsdichte betrug 15 Einwohner pro Quadratkilometer. Ethnisch betrachtet setzte sich die Bevölkerung zusammen aus 96,72 Prozent Weißen, 2,23 Prozent Afroamerikanern, 0,20 Prozent amerikanischen Ureinwohnern, 0,12 Prozent Asiaten, 0,01 Prozent Bewohnern aus dem pazifischen Inselraum und 0,14 Prozent aus anderen ethnischen Gruppen; 0,59 Prozent stammten von zwei oder mehr Ethnien ab. 0,61 Prozent der Bevölkerung waren spanischer oder lateinamerikanischer Abstammung.
Von den 6.990 Haushalten hatten 33,5 Prozent Kinder und Jugendliche unter 18 Jahre, die bei ihnen lebten. 60,7 Prozent waren verheiratete, zusammenlebende Paare, 10,3 Prozent waren allein erziehende Mütter und 25,1 Prozent waren keine Familien. 22,1 Prozent waren Singlehaushalte und in 9,3 Prozent lebten Personen im Alter von 65 Jahren oder darüber. Die Durchschnittshaushaltsgröße betrug 2,58 und die durchschnittliche Haushaltsgröße betrug 3,01 Personen.
23,2 Prozent der Bevölkerung waren unter 18 Jahre alt, 8,8 Prozent zwischen 18 und 24, 31,9 Prozent zwischen 25 und 44, 24,5 Prozent zwischen 45 und 64 und 11,5 Prozent waren älter als 65. Das Durchschnittsalter betrug 36 Jahre. Auf 100 weibliche Personen kamen statistisch 114,3 männliche Personen und auf 100 Frauen im Alter von 18 Jahren und darüber kamen 116,4 Männer.
Das jährliche Durchschnittseinkommen eines Haushalts betrug 27.712 USD, das Durchschnittseinkommen der Familien betrug 31.901 USD. Männer hatten ein Durchschnittseinkommen von 25.683 USD, Frauen 18.606 USD. Das Prokopfeinkommen betrug 12.925 USD. 13,5 Prozent der Familien und 16,0 Prozent der Einwohner lebten unterhalb der Armutsgrenze.